# Jean Kerléo
Jean Kerléo (Guiclan, 24 febbraio 1932 – 23 luglio 2025) è stato un profumiere francese, fondatore del museo del profumo di Versailles Osmothèque, oltre che uno dei principali creatori di profumi per Jean Patou.
All'età di ventidue anni ha iniziato a lavorare come profumiere per il marchio Helena Rubenstein di New York. Nel 1965 ha ricevuto il riconoscimento Prix des Parfumeurs de France, ed è diventato presidente della Società dei profumieri francesi dal 1976 al 1979. Nel 2001 ha vinto un altro importante riconoscimento alla carriera, il François Coty Award.
Dal 1967 al 1998, Jean Kerleo è stato uno dei principali creatori di fragranze per Jean Patou, il secondo per importanza dopo Henri Alméras. Fra le sue principali creazioni 1000 e Sublime. Nel 1999, ha ceduto la propria posizione di capo profumiere a Jean-Michel Duriez, preferendo assumere il ruolo di direttore del museo del profumo Osmothèque, che egli stesso aveva cofondato. In questa posizione, Kerléo supervisiona, ricerca ed amplia la collezione del museo per comprendere e ricostruire profumi più antichi e perduti.

## Principali profumi creati
Jean Patou
- Lacoste Eau de Sport (1967)
- 1000 (1972)
- Patou pour homme (1980)
- Ma Liberté (1987)
- Sublime (1992)
- Voyageur (1995)
- Privé